# John William Atkinson

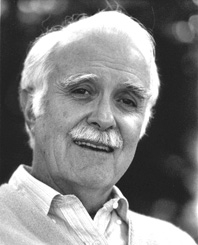

John William Atkinson (ur. 1923, zm. 2003) – amerykański psycholog. Współtwórca modelu procesu motywacyjnego podkreślającego rolę czynników poznawczych. Prowadził badania nad motywacją osiągnięć. Był profesorem University of Michigan w Ann Arbor.
Atkinson współpracował z Davidem McClellandem, z którym wspólnie stworzyli w latach 60. model motywacji rozumianej jako iloczynowa funkcja wartości celu i oczekiwań dotyczących jego osiągnięcia. Według tego modelu tendencja do podjęcia działania jest zależna od:
1) tego, jaka jest subiektywnie postrzegana wartość celu,
2) tego, jak jest subiektywnie postrzegane prawdopodobieństwa osiągnięcia założonego celu.
Według tego modelu postrzegana wartość celu maleje wraz ze wzrostem prawdopodobieństwa, że zostanie on osiągnięty. Poza tym zależność między prawdopodobieństwem i motywacją przybiera postać funkcji w kształcie odwróconej litery U. Znaczy to, że poziom motywacji jest niski, kiedy prawdopodobieństwo osiągnięcia celu jest bardzo niskie i kiedy jest ono bardzo wysokie.